# Idioma toda
El toda es una lengua dravídica que se habla principalmente en el estado de Tamil Nadu al sureste de la India. Tiene 1100 hablantes.

## Vocales
Para ser una lengua drávida, dieciséis vocales es un número inusualmente alto. Hay ocho cualidades vocálicas, cada una de las cuales pueden ser largas o cortas. Hay poca diferencia entre las vocales largas y cortas.
|         | Anterior | Anterior | Central | Central | Posterior | Posterior |
| NR      | R        | NR       | R       | NR      | R         |           |
| ------- | -------- | -------- | ------- | ------- | --------- | --------- |
| Cerrada | i        | y        | ɨ       |         |           | u         |
| Media   | e        |          |         | ɵ       |           | o         |
| Abierta | æː       |          |         |         | ɑ         |           |

- Datos: Q34042

- ethnologue
- según el ISO